# Les 4 Vérités Hebdo
Pour les articles homonymes, voir Quatre vérités.
Les 4 Vérités Hebdo est un hebdomadaire français d'extrême droite qui se réclame libéral et chrétien fondé en 1994 par Alain Dumait, et dirigé en 2023 par Guillaume de Thieulloy.

## Historique
Créé en 1974 comme organe de communication d'un club de réflexion patronal, le magazine est confié en 1985 à Alain Dumait, journaliste et éditeur de presse. En 1995, celui-ci change le titre du magazine, qui devient Les 4 Vérités Hebdo, et en fait un organe de presse militant dénonçant la pensée unique et l'hégémonie socialiste et marxiste dans les médias.

## Blogosphère
La Cartographie de la blogosphère politique en 2012, présentée et éditée par le journal Le Monde, classe cet hebdomadaire comme une publication sympathisante de l'extrême droite tandis que le journal Libération le qualifie d'hebdomadaire de la droite libérale.

## Description
Il a adopté des positions anti-homosexualité, notamment à travers une pétition intitulée « Halte aux incitations homosexuelles dans les écoles » qu'Aurore Le Mat prend comme exemple de « l'hystérie sexuelle suscitée par Le Baiser de la Lune » (un film présentant l'homosexualité aux enfants).

## Diffusion
Diffusé uniquement sur abonnement, le magazine vit sans publicité. Après le retrait de Alain Dumait en 2008, le journal est repris par Guillaume de Thieulloy, ancien rédacteur en chef de 2004 à 2006.

## Rédacteurs
- Alain Dumait
- Bernard Tremeau
- Guillaume de Thieulloy (directeur de la publication)
- Guy Millière
- Miège (dessinateur)
- Nicolas Bonnal